# Benjamin Jakobsen
 Ikke at forveksle med Benjamin Jacobsen.
Benjamin Jakobsen (født 9. september 1991 i Hamborg, Danmark) er en dansk håndboldspiller som spiller for danske Aalborg Håndbold. Benjamin har også tidligeret spillet for Danmarks herrehåndboldlandshold, som stregspiller.

## Karriere
I 2014, blev han skadet, hvilket medvirkede i at han stoppede karrieren midlertidig. Han fik dog comeback igen i 2018, hvor han optrådte for Skjern Håndbold. Det efterfølgende år i 2019, skiftede han til Aalborg Håndbold.
Han fik debut for det danske A-landshold i 2013, mod Tyskland i Gdańsk. I December 2019, blev han udtaget til landstræner Nikolaj Jacobsens bruttotrup ved EM i håndbold 2020, men var ikke blandt de udvalgte.
I sommeren 2023 skiftede han til portugisiske Sporting CP. Det blev dog et kort ophold, som sluttede allerede i oktober samme år af personlige årsager. Grundet flere skader hos Aalborg Håndbold i de første måneder af 2024, skiftede Benjamin igen fra februar 2024 til Aalborg Håndbold på en kontrakt der løber indtil sommeren 2024.